# روبرت باور (ضابط)
روبرت باور (بالإنجليزية: Robert Power)‏ هو ضابط أسترالي، ولد في 1794، وتوفي في 15 فبراير 1869.